# Hypopterygium tamarisci
Hypopterygium tamarisci är en bladmossart som beskrevs av Bridel och C. Müller 1850. Hypopterygium tamarisci ingår i släktet Hypopterygium och familjen Hookeriaceae. Inga underarter finns listade i Catalogue of Life.